# Jaguar XJR-5
La Jaguar XJR-5 è una vettura da competizione prodotta dalla casa automobilistica britannica Jaguar e schierata nel Campionato IMSA GT, prodotta dal 1982 al 1986. La XJR-5 ha gareggiato fino al 1985, venendo in seguito sostituita con la Jaguar XJR-7.
È stata la prima vettura da corsa Jaguar dagli anni '60.

## Origini e contesto
Alla fine degli anni '70, l'amministratore delegato John Egan voleva avviare un programma corse per aumentare le vendite della Jaguar in forte calo in quel momento storico, specialmente nel mercato statunitense. Così consultò il direttore esecutivo della Jaguar negli Stati Uniti Mike Dale, in merito a un'auto per la nuova classe prototipo GTP dell'IMSA e per la 24 Ore di Le Mans. Bob Tullius e il suo team del Group 44 venne contattato dopo che il programma corse della Triumph TR8 era appena terminato. La vettura venne progettata da Lee Dykstra, insieme con Max Schenkel e Randy Wittine, che erano esperti di aerodinamica. La XJR-5 è stata completata e presentata nell'agosto 1982.
Per lo sviluppo e la progettazione del veicolo, venne utilizzato un sistema computerizzato insieme ad un modello in scala utilizzato in galleria del vento per testare e disegnare l'aerodinamica del veicolo.
La prima vittoria arrivò con il team Group 44 nel 1984 al Gran Premio di Miami.
Il motore era un V12 da circa 600 CV che spingeva la vettura fino a circa 230 mph. Nella sua prima stagione del campionato IMSA GT ottenne quattro vittorie.

## Palmarès
- 500 km di Atlanta 1983
- 3 Ore di Lime Rock 1983
- 6 Ore di Mosport 1983
- 50 miglia di Pocono 1983[5]
- 3 Ore di Miami 1984[6]
- 500 km Atlanta 1985[7]